# Чилеански гребен
Чилеански гребен је средњоокеански гребен који се налази између Насканске и Антарктичке литосферне плоче. Његов источни крај је Чилеов троструки чвор гдје се Чилеански гребен субдукује испод Јужноамеричке плоче у прагу Перу-Чиле. Пролази западно, до троструке тачке јужно од микро плоче Јуан Фернандез, гдје пресијеца Источнопацифички гребен.
Чилеански гребен се субдукује близу полуострва Таитао, гдје је Таитао офиолит и друге геолошке карактеристике повезане са интеракцијама на троструком чвору.
Чилеански гребен који се непрекидно шири се судара са јужном Јужноамеричком плочом на истоку, а гребен се повлачи испод полуострва Тајтао од пре 14 милиона година (Ма). Судар гребена је створио плочасти прозор испод Јужноамеричке плоче изнад, са мањом запремином растопљене магме горњег плашта, што је доказано нагло ниском брзином протока магме испод гребена Чилеа који се раздваја. Субдукција генерише посебан тип магматских стена, представљен Тајтао офиолитима, који је ултрамафична стена састављена од оливина и пироксена, која се обично налазе у океанским плочама. Поред тога, субдукција Чилеанског гребена такође ствара Тајтао гранит на полуострву Тајтао који се појављује као плутони.
Чилеански гребен укључује ширење гребена субдукције које је вредно проучавања јер објашњава како се иницијација архејске континенталне коре формирала из дубоке океанске коре.

## Регионална геологија

### Геологија чилеанског гребена
Геологија чилеанског гребена је уско повезана са геологијом полуострва Тајтао (источно од чилеанског гребена). То је зато што се гребен Чилеа повлачи испод полуострва Тајтао, што тамо доводи до јединствених литологија. О литолошким јединицама се може говорити од најмлађих до најстаријих, а главни фокус би били Тајтао Гранити и Тајтао Офиолит.

#### Тајтао гранити (стене сличне адакиту у касном миоцену)
Адакитни магматизам настаје топљењем задње ивице Назка плоче. Због субдукције Чилеанског гребена испод Јужноамеричке плоче, дошло је до интрузивног магматизма који ствара гранит. Ово такође настаје делимичним топљењем потопљене океанске коре.  Млада кора Назке (мање од 18 милиона година) је топлија тако да се метаморфизни субдукцијски базалти топе. У нормалном средње-океанском гребену, присуство волитила попут воде такође смањује температуру солидуса. Међутим, у Чилеанском гребену постоји релативно мали (20%) степен делимичног топљења литосфере, притисак и температура делимичног топљења су мањи од 10 kbar и виши од 650°. То је зато што је топла млада плоча Назка ометала високу стопу хлађења и дехидрације. Делимично отапање Тајтао гранита ствара плутоне попут адакитског плутона Кабо Рапер.

##### Карактеристике Тајтао гранита
Адакит је фелзична до средње стене и обично је калцно-алкалног састава. Такође је богат силицијумом. Делимично отапање изазива промену субдуктованих базалта у еклогит и амфиболит који садржи гранат.

#### Тајтао офиолит (пилоу лава, покривени насипи, габро, ултрамафичне стене у касном миоцену)
Дуж осе у чилеанском гребену постављене су магматске стене које су од мафика до ултрамафика. На пример, офиолитски комплекс Тајтао је откривен на најзападнијем делу полуострва Тајтао (источно од гребена Чилеа), око 50 km југоисточно од троструког чворишта Чилеа. Овоме доприноси обдукција Назка плоче произведене због конвергенције надмоћне плоче Јужне Америке и сегмента чилеанског гребена Трес Монтес. Обдукција и гурање изазива метаморфизам ниског притиска и формира офиолитски комплекс. Овај метаморфизам указује на почетак хидротермалних промена у окружењу распрострањеног гребена. Такође постоје недавне активности киселе магме на полуострву Тајтао што омогућава поређење између претходног и тренутног састава, те се може утврдити историја магме.

##### Карактеристике Тајтао офиолита
Тајтао офиолитна литосфера формира посебну секвенцу од врха до дна: пилоу лаве, комплекс насипа, габро и ултрамафичне стене. За јединице ултрамафичних стена, показало се да постоје најмање два догађаја топљења која су се десила раније.
Термичка конфигурација и структура субдукционе зоне утичу на интеракције океанске литосфере, седимената морског дна, еродираних стена са јужноамеричке плоче изнад, и подлучног клина плашта, као и на хемијски састав магме која се топи. од мантије. Због субдукције океанских гребена (Чиленски гребен) испод јужноамеричке плоче која се догодила од пре 16 Ма, то је изазвало промену термичке конфигурације и геометрије подлучног клина плашта, стварајући посебан хемијски састав генерација магме. То значи да се разумевањем састава магме могу познати специфични услови система субдукције. Ово је открило да плочасти прозор настао субдукцијом гребена узрокује стварање алкалног базалта. Конвергенција гребена, и рова и стварање плочастог прозора помаже уградњу алкалних базалта.